# عين جنا
عين جنا أو عين جنة، هي بلدة تقع في محافظة عجلون شمال الأردن، تتبع إداريا للواء قصبة عجلون.

## التسمية
جاء اسم قرية عين جَنـّا من كلمتين، هما (عين) أي نبع الماء، و(جَنا) تحريف عن كلمة (جَنة). ويُعتقد أنها أعطيت هذا الاسم بسبب كثرة الينابيع والجداول الصافية التي كانت في البلدة ومحيطها، حيث ما زال الكثير منها موجودا حتى الآن. وقد تسببت وفرة المياه في وجود أرض خصبة وخضراء، ومنظر عام جميل وأخضر يحيط بها.[بحاجة لمصدر]

## الموقع
تقع البلدة في محافظة عجلون في الشمال الغربي من الأردن. وتبعد حوالي 70 كم عن العاصمة الأردنية عمان. وتقبع البلدة على جبلين متقابلين، وتشرف على قلعة عجلون التي تبعد نحو 2 كم إلى الغرب من البلدة، كما تشرف على بعض البلدات الأخرى ومنها، مدينة عجلون الملتصقة بها، وبلدة عنجرة وبلدة كفرنجة. وترتفع عين جنا عن سطح البحر بمعدل 850 متر وفي المرتفعات بمعدل 1100 متر ولذلك تُعرف ببرودتها وكثرة تساقط الثلوج في الشتاء كباقي مناطق جبال عجلون، وتشرف العديد المناطق غير الأردنية، ومنها جبال نابلس في الضفة الغربية (حوالي 30 كم جواً).

## الطبيعة والبيئة
تمتد قرية عين جنا على رقعة خضراء، وتحيط بها من كل جانب أشجار السنديان والصنوبر. ويمكن مشاهدة الخضرة أينما ننظر من البلدة، مما يعني المنظر العام الجميل بأشجاره الخضراء، خاصة الكروم وأشجار الزيتون والتين واللوزيات. وتستفيد البلدة من الجبلين الذين تقبع عليهما، ومن الجبال المحيطة بشكل عام، في الحصول على هواء نقي وعليل، خالٍ من التلوث. وقلما نجد في البلدة منزلا من دون بعض الأشجار والحدائق الصغيرة حوله. ويمكن القول بجزم إن البيئة في البلدة وما حولها، تحظى بحماية كبيرة من السكان، بسبب الوعي التام لدى أهل المنطقة بأهمية المنظر العام وبالبيئة، وبسبب أن محافظة عجلون بكاملها تخلو من المصانع ومن المنشآت الصناعية التي تنفث الملوثات والغازات السامة.